# Karmiel
Karmiel —כרמיאל) és una ciutat del districte del Nord (Israel). Fundada el 1964, es troba a la vall de Betaquèrem, que separa l'Alta i la Baixa Galilea. La ciutat es troba al centre de la xarxa viària del nord del país, a 35 km de Tiberíades, a 30 km de Safed, a 22 km d'Acó i a 45 km de Haifa.
Karmiel és coneguda com el cor de Galilea, o també com la ciutat de la coexistència gràcies als esforços duts a terme per a esdevenir una autèntica comunitat multicultural. Durant el període d'immigració massiva des de l'URSS a principis dels anys noranta, Karmiel fou un dels centres d'acollida dels nouvinguts. La ciutat sempre procura estar en bons termes amb els pobles àrabs de la rodalia com ara Dir-Al-Assad, Majd-Al-Krum, Ba'ane i Rama.
Segons el pla de desenvolupament municipal, hom espera que al futur la ciutat arribi als 120.000 habitants, especialment després que arribi el tren a Karmiel.